# Faramea pseudospathacea
Faramea pseudospathacea är en måreväxtart som beskrevs av Julian Alfred Steyermark. Faramea pseudospathacea ingår i släktet Faramea och familjen måreväxter.
Artens utbredningsområde är Colombia. Inga underarter finns listade i Catalogue of Life.